# Seth MacFarlane
Seth Woodbury MacFarlane (Kent, 26 ottobre 1973) è un attore, doppiatore, sceneggiatore, animatore, produttore televisivo, regista, comico, showman, cantante e 
compositore statunitense, noto per essere il creatore (e doppiatore di molti personaggi) delle serie animate I Griffin, il suo spin-off The Cleveland Show, American Dad!, per avere scritto, prodotto e interpretato la serie fantascientifica The Orville e per essere il fondatore della Fuzzy Door Productions.
È stato candidato al Premio Oscar nella categoria migliore canzone nel 2013 per Everybody Needs a Best Friend, presente nel film Ted.

## Biografia

### L'infanzia e gli studi
Seth Woodbury MacFarlane nasce a Kent, nel Connecticut, da Ann Perry (nata Sager) e Ronald Milton MacFarlane, rispettivamente impiegata e insegnante presso la prestigiosa scuola pre-universitaria Kent School ed entrambi originari di Newburyport, nel Massachusetts, Tre anni dopo la sua nascita, verrà al mondo sua sorella, Rachael, attualmente voce di Hayley Smith, personaggio della serie animata da lui creata American Dad!.
Durante la sua infanzia, MacFarlane sviluppa un interesse verso l'animazione che si palesa inizialmente nella composizione di ritratti di personaggi animati come Fred Flintstone e Picchiarello, poi nella produzione di flip book e di vignette rivendute ad un giornale locale. Ha anche lavorato come disegnatore per alcune serie animate di Cartoon Network come Mucca e Pollo, Il laboratorio di Dexter e Johnny Bravo ed ha scritto alcuni episodi per la serie Ace Ventura, tratta dall'omonimo film con Jim Carrey.

### Carriera
È divenuto famoso per essere il creatore delle serie televisiva animata I Griffin e in seguito per American Dad! e The Cleveland Show (quest'ultimo spin-off de I Griffin). È noto per il suo umorismo particolare, dissacrante e a tratti demenziale che ha appassionato i suoi fan con moltissime citazioni di classici o sulla cultura anni ottanta. Ha creato anche una serie tratta da I Griffin, Seth MacFarlane's Cavalcade of Cartoon Comedy, messa in onda su YouTube e composta da 50 episodi da 1-2 minuti. È proprietario della Fuzzy Door Productions, piccola azienda di sua creazione tra le cui produzioni figurano I Griffin, American Dad!, la sitcom The Winner e Ted. MacFarlane ha vinto numerosi premi per il suo lavoro ne I Griffin, tra cui due Emmy Awards e un Annie Award.
Ha partecipato a due episodi della serie televisiva Una mamma per amica: Il giorno del diploma nel 2002 e Tradimento nel 2003. Nel 2009 ha vinto il Webby Award come "Film & Video Person of the Year".
È lui stesso che dà la voce ad alcuni suoi personaggi: Peter Griffin, il cane Brian, Glenn Quagmire, Stewie Griffin e il giornalista Tom Tucker ne I Griffin; Stan Smith, l'alieno Roger e il giornalista Greg Corbin in American Dad!. Sua sorella Rachael dà la voce a Hayley Smith in American Dad!. Oltre alle serie di sua creazione, MacFarlane ha prestato la voce a personaggi di altre serie animate e film. Ha doppiato Wayne "The Brain" McClain nell'episodio Super Trivia di Aqua Teen Hunger Force, oltre ad aver interpretato vari personaggi in Robot Chicken di Adult Swim, inclusa una parodia di Lion-O di ThunderCats e dell'Imperatore Palpatine di Guerre Stellari. Nel 2010 dà la voce al robot femmina I.S.R.A.E.L. in The Drawn Together Movie: The Movie!, film direct-to-video tratto dalla serie animata Drawn Together. 
Ha prestato il suo talento di doppiatore al regista Guillermo del Toro, fornendo la voce originale al personaggio di Johann Krauss in Hellboy: The Golden Army, aggiungendovi anche un accento tedesco. Ha inoltre avuto una piccola parte come attore negli episodi Mai più giorni felici e Sacrificio di donna della serie televisiva FlashForward.
Nel 2012 fa il suo esordio alla regia cinematografica con il film Ted, dando la voce anche all'orsacchiotto protagonista.
Nel 2013 è stato il presentatore dell'85ª edizione della Cerimonia dei Premi Oscar, dove ha messo in scena gag come la canzone We Saw Your Boobs ("Abbiamo visto le tue tette", che cita le attrici apparse in scene di nudo) e la parodia del film Flight fatta con dei calzini. Durante la cerimonia di premiazione salgono sul palco anche Mark Wahlberg e Ted (tramite una creazione in CGI preparata per la diretta), discutendo e ironizzando sugli ebrei, sui candidati, e sulla "mega orgia pre-Oscar a casa di Jack Nicholson". Mark Wahlberg, indignato dell'atteggiamento di Ted, dice che non vorrebbe fare un seguito con lui. Gli organizzatori degli Oscar hanno inoltre annunciato che rivorrebbero Seth come presentatore della notte degli Oscar del 2014.
Nel febbraio del 2013 è stata diffusa la notizia che Seth MacFarlane sta preparando una nuova serie televisiva per FOX, chiamata Dads, che racconta la storia di Warner ed Eli costretti a vivere con i loro terribili padri. Sempre nello stesso mese ha confermato e ufficializzato la notizia dell'arrivo di due nuovi film, uno intitolato Un milione di modi per morire nel West, con Charlize Theron, Amanda Seyfried, Liam Neeson, Sarah Silverman, Giovanni Ribisi e Neil Patrick Harris (scritto da Seth con gli stessi sceneggiatori di Ted), una commedia ambientata nel vecchio west, e Ted 2, il seguito di Ted.

### Esperienza dell'attacco dell'11 settembre 2001
La mattina dell'11 settembre 2001 Seth avrebbe dovuto imbarcarsi sul volo American Airlines 11, partito da Boston e diretto a Los Angeles. 
Il suo agente gli comunicò l'orario sbagliato del volo (8:15 invece che 7:45), così lui si presentò all'aeroporto solo alle 7:30 circa, quando ormai era troppo tardi per salire a bordo. Quindici minuti dopo la partenza l'aereo venne dirottato, e alle 8:46 venne fatto schiantare contro la Torre Nord del World Trade Center.

## Vita privata
MacFarlane si definisce un fan di Guerre stellari, Star Trek e fiction fantascientifiche. Il 26 maggio 2007 ha partecipato alla Star Wars Celebration IV a Los Angeles, California per promuovere Blue Harvest, episodio de I Griffin basato proprio su Guerre stellari.
Sa cantare (è un baritono) e suonare il pianoforte; nei suoi primi anni è stato istruito dagli stessi istruttori di canto di Frank Sinatra.
MacFarlane si dichiara ateo.

### Relazioni sentimentali
Seth ha avuto anche una relazione con l'attrice Emilia Clarke nel 2012; successivamente, nel marzo 2013, i due hanno reso pubblica la fine della loro relazione.

### Visione politica
MacFarlane è tra i sostenitori del Partito Democratico statunitense per le cui cause ha donato 92100 $. Inoltre ha anche donato 10000 $ al presidente Barack Obama e ha parlato all'Obama rally.
Il 14 ottobre 2015, nell'ambito delle primarie del Partito Democratico, MacFarlane ha manifestato il proprio appoggio a Bernie Sanders.

### Diritti gay
È un forte sostenitore dei diritti gay ed è favorevole al matrimonio fra persone dello stesso sesso. Ha reso pubblica la sua posizione dopo che un membro della sua famiglia domandò se l'omosessualità potesse essere "curata".

## Filmografia

### Attore

#### Cinema
- L'acchiappadenti (Tooth Fairy), regia di Michael Lembeck (2010)
- Ted, regia di Seth MacFarlane (2012)
- Comic Movie (Movie 43), registi vari (2013)
- Un milione di modi per morire nel West (A Million Ways to Die in the West), regia di Seth MacFarlane (2014)
- Ted 2, regia di Seth MacFarlane (2015)
- La truffa dei Logan (Lucky Logan), regia di Steven Soderbergh (2017)

#### Televisione
- Una mamma per amica (Gilmore Girls) – serie TV, episodi 2x21, 3x11 e 4x08 (2002-2003)
- Will & Grace – serie TV, episodio 5x14 (2003)
- Star Trek: Enterprise – serie TV, episodi 3x20 e 4x15 (2004-2005)
- The War at Home – serie TV, episodio 2x05 (2006)
- MADtv – sketch comedy, episodio 12x05 (2006)
- Bones – serie TV, episodio 4x25 (2009)
- FlashForward – serie TV, episodi 1x01 e 1x15 (2009)
- The Orville – serie TV, 36 episodi (2017-in corso)
- The Loudest Voice - Sesso e potere (The Loudest Voice) – miniserie TV, 5 episodi (2019)
- Ted – serie TV, 7 episodi (2024-in corso)

### Regista
- Ted (2012)
- Un milione di modi per morire nel West (A Million Ways to Die in the West) (2014)
- Ted 2 (2015)
- The Orville – serie TV, 7 episodi (2018-in corso)
- Ted – serie TV, 7 episodi (2024-in corso)

### Sceneggiatore
- Ted (2012)
- Un milione di modi per morire nel West (A Million Ways to Die in the West) (2014)
- Ted 2 (2015)
- The Orville – serie TV, 18 episodi (2017-in corso)
- Ted – serie TV, 7 episodi (2024-in corso)

### Produttore
- La storia segreta di Stewie Griffin (Stewie Griffin: The Untold Story), regia di Pete Michels (2005)
- Ted, regia di Seth MacFarlane (2012)
- Dads – serie TV (2013-2014)
- Un milione di modi per morire nel West (A Million Ways to Die in the West), regia di Seth MacFarlane (2014)
- Ted 2, regia di Seth MacFarlane (2015)
- Blunt Talk – serie TV (2015-2017)
- Bordertown – serie animata (2016)
- The Orville – serie TV (2017-in corso)
- Books of Blood – serie TV (2020)
- Ted – serie TV (2024)
- Good Times – serie animata (2024)
- Una pallottola spuntata (The Naked Gun) , regia di Akiva Schaffer (2025)

## Doppiaggio

### Cinema
- La storia segreta di Stewie Griffin (Stewie Griffin: The Untold Story), regia di Pete Michels (2005)
- Hellboy: The Golden Army (Hellboy II: The Golden Army), regia di Guillermo del Toro (2008)
- Futurama - Nell'immenso verde profondo (Futurama: Into the Wild Green Yonder), regia di Peter Avanzino (2009)
- Sing, regia di Garth Jennings (2016)

### Televisione
- I Griffin (Family Guy) – serie animata, 419 episodi (1999-in corso)
- Aqua Teen Hunger Force – serie animata, episodio 2x10 (2003)
- Johnny Bravo – serie animata, episodio 4x02 (2004)
- American Dad! – serie animata, 366 episodi (2005-in corso)
- Yin Yang Yo! – serie animata, 3 episodi (2008)
- The Cleveland Show – serie animata, 88 episodi (2009-2013)
- Phineas e Ferb (Phineas and Ferb) – serie animata, episodio 2x32 (2011)
- Futurama – serie animata, episodio 7x23 (2013)
- Cosmos: Odissea nello spazio (Cosmos: A Spacetime Odyssey) – docuserie (2014)
- Bordertown – serie animata, 13 episodi (2016)

## Discografia
- Music Is Better Than Words (2011)
- Holiday for Swing (2014)
- No One Ever Tells You (2015)
- In Full Swing (2017)
- Once In A While (2019)
- Great Songs from Stage & Screen (2020)
- Songs From Home, con Liz Gillies (2021)
- Blue Skies (2022)
- We Wish You The Merriest con Liz Gillies (2023)

## Riconoscimenti
Premio Oscar
- 2013 - Nomination alla miglior canzone per Ted

Premio Emmy
- 2000 - Nomination alla miglior serie animata della durata massima di un'ora per I Griffin
- 2000 - Miglior doppiatore (Stewie Griffin) per I Griffin
- 2002 - Migliori musiche e testi originali per I Griffin
- 2005 - Nomination alla miglior serie animata della durata massima di un'ora per I Griffin
- 2006 - Nomination alla miglior serie animata della durata massima di un'ora per I Griffin
- 2008 - Nomination alla miglior serie animata della durata massima di un'ora per I Griffin
- 2009 - Nomination alla miglior serie animata della durata massima di un'ora per I Griffin
- 2009 - Nomination alla miglior serie tv commedia per I Griffin
- 2009 - Nomination al miglior doppiatore (Peter Griffin) per I Griffin
- 2010 - Nomination alle migliori musiche e testi originali per I Griffin
- 2011 - Nomination alle migliori musiche e testi originali per I Griffin
- 2011 - Nomination alla miglior serie animata per The Cleveland Show
- 2012 - Nomination alla miglior serie animata per American Dad!
- 2013 - Nomination al miglior doppiatore per I Griffin
- 2013 - Nomination al miglior presentatore (Premi Oscar 2013)
- 2014 - Nomination al miglior doppiatore (Peter Griffin, Stewie Griffin, Brian Griffin e Elmer Hartman) per I Griffin
- 2014 - Nomination al miglior documentario o programma non-fiction per Cosmos: Odissea nello spazio
- 2015 - Nomination al miglior doppiatore (Peter Griffin, Stewie Griffin, Brian Griffin e Elmer Hartman) per I Griffin

MTV Movie Awards
- 2013 - Nomination al miglior momento "Ma che ca...!" per Ted
- 2013 - Nomination al miglior combattimento (condiviso con Mark Wahlberg) per Ted
- 2013 - Miglior coppia (condiviso con Mark Wahlberg) per Ted
- 2013 - Nomination alla miglior performance senza maglietta per Ted
- 2016 - Nomination alla miglior performance virtuale per Ted 2

Annie Award
- 1999 - Nomination alle migliori musiche in una produzione televisiva animata per I Griffin
- 2006 - Miglior doppiatore in una produzione televisiva per I Griffin
- 2009 - Nomination al miglior doppiatore in una serie animata o cortometraggio per I Griffin

Teen Choice Awards
- 2005 - Nomination alla miglior alchimia per I Griffin
- 2005 - Nomination al miglior attore televisivo per I Griffin
- 2005 - Nomination alla miglior spalla televisiva per I Griffin
- 2011 - Nomination al miglior cattivo (Stewie Griffin) per I Griffin
- 2012 - Nomination al miglior combattimento (condiviso con Mark Wahlberg) per Ted
- 2012 - Nomination alla miglior alchimia (condiviso con Mark Wahlberg) per Ted
- 2012 - Nomination alla miglior voce per Ted

Razzie Awards
- 2015 - Nomination al peggior attore protagonista per Un milione di modi per morire nel West
- 2015 - Nomination al peggior regista per Un milione di modi per morire nel West
- 2015 - Nomination alla peggior combinazione sullo schermo (condiviso con Charlize Theron) per Un milione di modi per morire nel West

## Doppiatori italiani
Nelle versioni in italiano delle opere in cui ha recitato, Seth MacFarlane è stato doppiato da:
- Francesco Pezzulli in Comic Movie, The Loudest Voice - Sesso e potere
- Mino Caprio in Un milione di modi per morire nel West
- Riccardo Rossi ne I Griffin[21]
- Andrea Ward in L'acchiappadenti
- Stefano Crescentini in The Orville
- Massimo De Ambrosis in La truffa dei Logan

Da doppiatore è sostituito da:
- Mino Caprio ne I Griffin (Peter Griffin), The Cleveland Show (Peter Griffin) Ted e Ted 2
- Oreste Baldini in Robot Chicken (Babbo Natale, Lion-O), Robot Chicken: Star Wars (Palpatine), Robot Chicken: Star Wars 2 (Palpatine, Dr. Palla), Robot Chicken: Star Wars 3 (Palpatine)
- Nanni Baldini ne I Griffin (Stewie Griffin), The Cleveland Show (Stewie Griffin) Robot Chicken: Star Wars 2 (Figrin D'an), Bones (Stewie Griffin)
- Leslie La Penna ne I Griffin (Brian Griffin), The Cleveland Show (Brian Griffin)
- Enrico Di Troia ne I Griffin (Glenn Quagmire), The Cleveland Show (Glenn Quagmire)
- Teo Bellia ne I Griffin (Tom Tucker)
- Giuliano Santi ne I Griffin (Carter Pewterschmidt)
- Vincenzo Ferro ne I Griffin (Seamus)
- Nicola Marcucci ne I Griffin (Dottor Hartman)
- Daniele Giuliani ne I Griffin (Kevin Swanson)
- Bruno Alessandro ne I Griffin (Dio, Babbo Natale)
- Emiliano Coltorti ne I Griffin (Gesù)
- Fabrizio Pucci ne I Griffin (Ida Davis)
- Vittorio Stagni ne I Griffin (Seamus)
- Fabrizio Picconi ne I Griffin (Seth MacFarlane)
- Pino Insegno in American Dad! (Stan Smith)
- Franco Mannella in American Dad! (Roger)
- Roberto Draghetti in American Dad! (Greg Corbin)
- Roberto Stocchi in The Cleveland Show (Tim l'Orso)
- Alessandro Quarta ne I Simpson
- Antonella Baldini in Robot Chicken (narratrice Bear-alis)
- Francesco Vairano in Hellboy II: The Golden Army
- David Chevalier in Sing